# Balbec
Balbec je fiktivní město, které je důležitým místem v románu Hledání ztraceného času (À la recherche du temps perdu) od Marcela Prousta.
Balbec je popisován jako lázeňské město, které se nachází v Normandii. Zahrnuje mimo jiné hotel navštěvovaný aristokracií, hráz u moře a rezidenci malíře Elstira. Místo se zahrnuje starobylou vesničku, která se nazývá Balbec-en-Terre nebo Balbec-le-Vieux.
Marcel Proust sám často pobýval v Cabourgu (department Calvados), na Květinovém pobřeží, který jej pravděpodobně inspiroval ve vylíčení Balbecu. Rovněž se inspiroval lázeňským městem Beg Meil (Finistère), kde pobýval v roce 1895. Nedokončený popis Beg Meilu nalezneme v románu Jean Santeuil. Topografie Balbecu, kterou zkoumali Lamballe a Vitré, vede spíše k závěru, Balbec se nachází v Bretani. Tuto topografii je nicméně nemožné ověřit, neboť Balbec je jen fiktivní.
Profesor Brichot uvádí: « [...] ptám se Brichota, zda věděl, co to znamená Balbec. « Balbec je pravděpodobně zkomolenina z Dalbec, odpověděl. […] Přece, pokračuje Brichot, bec v normandštině je potůček […] Jde o normandskou formu germánského Bach […] . Přičemž dal, pokračuje Brichot, znamená Thal, údolí […]. » » 